# 高官庄墓群
高官庄墓群，位于中国河北省保定市高官庄，为保定市涿州市的一个省级文物保护单位，类型为古墓葬，公布时间为1982年7月23日。
高官庄墓群的历史年代为汉代。